# Soursac
Soursac (Sorçac auf Okzitanisch – ausgesprochen Chourcha) ist eine französische Gemeinde mit 520 Einwohnern (Stand 1. Januar 2022) im Département Corrèze in der Region Nouvelle-Aquitaine. Die Einwohner nennen sich Soursacois(es).

## Geografie
Die Gemeinde liegt im Zentralmassiv, rund vier Kilometer nördlich der Dordogne-Talsperre l’Aigle und ist von ausgedehnten Wäldern umgeben. Tulle, die Präfektur des Départements liegt rund 45 Kilometer westlich und Égletons etwa 20 Kilometer nordwestlich. Das Gemeindegebiet wird von den Flüssen Luzège und Pont Aubert durchquert, von denen letzterer hier auch in die Dordogne einmündet.
Nachbargemeinden von Soursac sind Saint-Pantaléon-de-Lapleau und  Latronche im Norden, Sourniac im Osten, Chalvignac im Südosten, Rilhac-Xaintrie und Auriac Süden, Laval-sur-Luzège im Westen sowie Lapleau im Nordwesten.

## Wappen
Beschreibung: In Rot drei (2;1) sechsstrahlige silberne Sterne unter einem silbernen Schildhaupt mit fünflätzigen roten Turnierkragen.

## Einwohnerentwicklung
| Jahr      | 1962 | 1968 | 1975 | 1982 | 1990 | 1999 | 2007 | 2016 |
| Einwohner | 1009 | 968  | 871  | 696  | 569  | 505  | 484  | 502  |

## Sehenswürdigkeiten
- Talsperre l’Aigle, ein Stausee der Dordogne, genutzt als Wasserkraftwerk durch die Électricité de France.
- Viaduc des Rochers Noirs, eine alte Hängebrücke über die Luzège zwischen Soursac und Lapleau, seit dem 6. Dezember 2000 als Monument historique klassifiziert